# Lighters
Lighters is een samenwerking van het Amerikaanse rappersduo Bad Meets Evil, bestaande uit Eminem en Royce da 5'9" met de Hawaïaanse zanger Bruno Mars. Het lied staat op de ep Hell: The Sequel en is geschreven door Eminem, Bruno Mars, Royce da 5'9", The Smeezingtons en Battle Roy en geproduceerd door Eminem, The Smeezingtons en Battle Roy. Het werd op 5 juli 2011 naar de radiozenders gestuurd, waarna het lied in diverse landen wereldwijd een hit werd.

## Achtergrond
Op 25 mei 2011 bleek bij de bekendmaking van de tracklist van de ep dat er een samenwerking met Bruno Mars, getiteld Lighters op zou komen te staan. Een eerste versie van Lighters is oorspronkelijk opgenomen in 1999. Nadat Eminem en Royce onenigheid kregen, werd het lied nooit uitgebracht.
In de oorspronkelijke versie was Bruno Mars niet te horen. Eminem vroeg de zanger later of hij het refrein en de bridge voor zijn rekening wilde nemen. Mars ging hiermee akkoord, en besloot samen met zijn productieteam The Smeezingtons, waarvan hij zelf ook deel uitmaakt, het refrein te herschrijven en produceren. Door de inbreng van Mars bevat het lied volgens een aantal muziek-critici twee muziekstijlen welke niet goed bij elkaar passen. Ook valt Lighters volgens hen buiten de stijl van de rest van de nummers op ep. Volgens een van de critici, David Jeffries, klonk het lied zelfs meer als een Bruno Mars-nummer dan als een harde rapplaat.
Door het publiek werd het lied beter ontvangen. In diverse landen werd Lighters een hit, met als piek nummer 2 in de hitlijst van Nieuw-Zeeland. In Nederland werd het nummer verkozen tot Alarmschijf van de Nederlandse Top 40.

## Hitnoteringen

### Nederlandse Top 40
| Hitnotering: 16-07-2011 t/m 01-10-2011 | Hitnotering: 16-07-2011 t/m 01-10-2011 | Hitnotering: 16-07-2011 t/m 01-10-2011 | Hitnotering: 16-07-2011 t/m 01-10-2011 | Hitnotering: 16-07-2011 t/m 01-10-2011 | Hitnotering: 16-07-2011 t/m 01-10-2011 | Hitnotering: 16-07-2011 t/m 01-10-2011 | Hitnotering: 16-07-2011 t/m 01-10-2011 | Hitnotering: 16-07-2011 t/m 01-10-2011 | Hitnotering: 16-07-2011 t/m 01-10-2011 | Hitnotering: 16-07-2011 t/m 01-10-2011 | Hitnotering: 16-07-2011 t/m 01-10-2011 | Hitnotering: 16-07-2011 t/m 01-10-2011 | Hitnotering: 16-07-2011 t/m 01-10-2011 |
| Week:                                  | 1                                      | 2                                      | 3                                      | 4                                      | 5                                      | 6                                      | 7                                      | 8                                      | 9                                      | 10                                     | 11                                     | 12                                     |                                        |
| -------------------------------------- | -------------------------------------- | -------------------------------------- | -------------------------------------- | -------------------------------------- | -------------------------------------- | -------------------------------------- | -------------------------------------- | -------------------------------------- | -------------------------------------- | -------------------------------------- | -------------------------------------- | -------------------------------------- | -------------------------------------- |
| Positie:                               | 20                                     | 19                                     | 15                                     | 13                                     | 16                                     | 18                                     | 18                                     | 18                                     | 22                                     | 26                                     | 34                                     | 39                                     | uit                                    |

### NederlandseSingle Top 100
| Hitnotering: 25-06-2011 t/m 15-10-2011 | Hitnotering: 25-06-2011 t/m 15-10-2011 | Hitnotering: 25-06-2011 t/m 15-10-2011 | Hitnotering: 25-06-2011 t/m 15-10-2011 | Hitnotering: 25-06-2011 t/m 15-10-2011 | Hitnotering: 25-06-2011 t/m 15-10-2011 | Hitnotering: 25-06-2011 t/m 15-10-2011 | Hitnotering: 25-06-2011 t/m 15-10-2011 | Hitnotering: 25-06-2011 t/m 15-10-2011 | Hitnotering: 25-06-2011 t/m 15-10-2011 | Hitnotering: 25-06-2011 t/m 15-10-2011 | Hitnotering: 25-06-2011 t/m 15-10-2011 | Hitnotering: 25-06-2011 t/m 15-10-2011 | Hitnotering: 25-06-2011 t/m 15-10-2011 | Hitnotering: 25-06-2011 t/m 15-10-2011 | Hitnotering: 25-06-2011 t/m 15-10-2011 | Hitnotering: 25-06-2011 t/m 15-10-2011 | Hitnotering: 25-06-2011 t/m 15-10-2011 | Hitnotering: 25-06-2011 t/m 15-10-2011 |
| Week:                                  | 1                                      | 2                                      | 3                                      | 4                                      | 5                                      | 6                                      | 7                                      | 8                                      | 9                                      | 10                                     | 11                                     | 12                                     | 13                                     | 14                                     | 15                                     | 16                                     | 17                                     |                                        |
| -------------------------------------- | -------------------------------------- | -------------------------------------- | -------------------------------------- | -------------------------------------- | -------------------------------------- | -------------------------------------- | -------------------------------------- | -------------------------------------- | -------------------------------------- | -------------------------------------- | -------------------------------------- | -------------------------------------- | -------------------------------------- | -------------------------------------- | -------------------------------------- | -------------------------------------- | -------------------------------------- | -------------------------------------- |
| Positie:                               | 66                                     | 43                                     | 19                                     | 17                                     | 17                                     | 23                                     | 18                                     | 19                                     | 26                                     | 31                                     | 42                                     | 40                                     | 46                                     | 48                                     | 61                                     | 72                                     | 87                                     | uit                                    |

### VlaamseUltratop 50
| Hitnotering: 10-09-2011 t/m 12-11-2011 | Hitnotering: 10-09-2011 t/m 12-11-2011 | Hitnotering: 10-09-2011 t/m 12-11-2011 | Hitnotering: 10-09-2011 t/m 12-11-2011 | Hitnotering: 10-09-2011 t/m 12-11-2011 | Hitnotering: 10-09-2011 t/m 12-11-2011 | Hitnotering: 10-09-2011 t/m 12-11-2011 | Hitnotering: 10-09-2011 t/m 12-11-2011 | Hitnotering: 10-09-2011 t/m 12-11-2011 | Hitnotering: 10-09-2011 t/m 12-11-2011 | Hitnotering: 10-09-2011 t/m 12-11-2011 | Hitnotering: 10-09-2011 t/m 12-11-2011 |
| Week:                                  | 1                                      | 2                                      | 3                                      | 4                                      | 5                                      | 6                                      | 7                                      | 8                                      | 9                                      | 10                                     |                                        |
| -------------------------------------- | -------------------------------------- | -------------------------------------- | -------------------------------------- | -------------------------------------- | -------------------------------------- | -------------------------------------- | -------------------------------------- | -------------------------------------- | -------------------------------------- | -------------------------------------- | -------------------------------------- |
| Positie:                               | 32                                     | 24                                     | 23                                     | 23                                     | 33                                     | 34                                     | 38                                     | 49                                     | 38                                     | 39                                     | uit                                    |